# Canon de 155 mm court Schneider
Le canon de 155 C modèle 1917 Schneider, souvent désigné comme C17S, était un obusier français développé par la société Schneider et Cie pendant la Première Guerre mondiale et exporté dans plusieurs pays.

## Historique

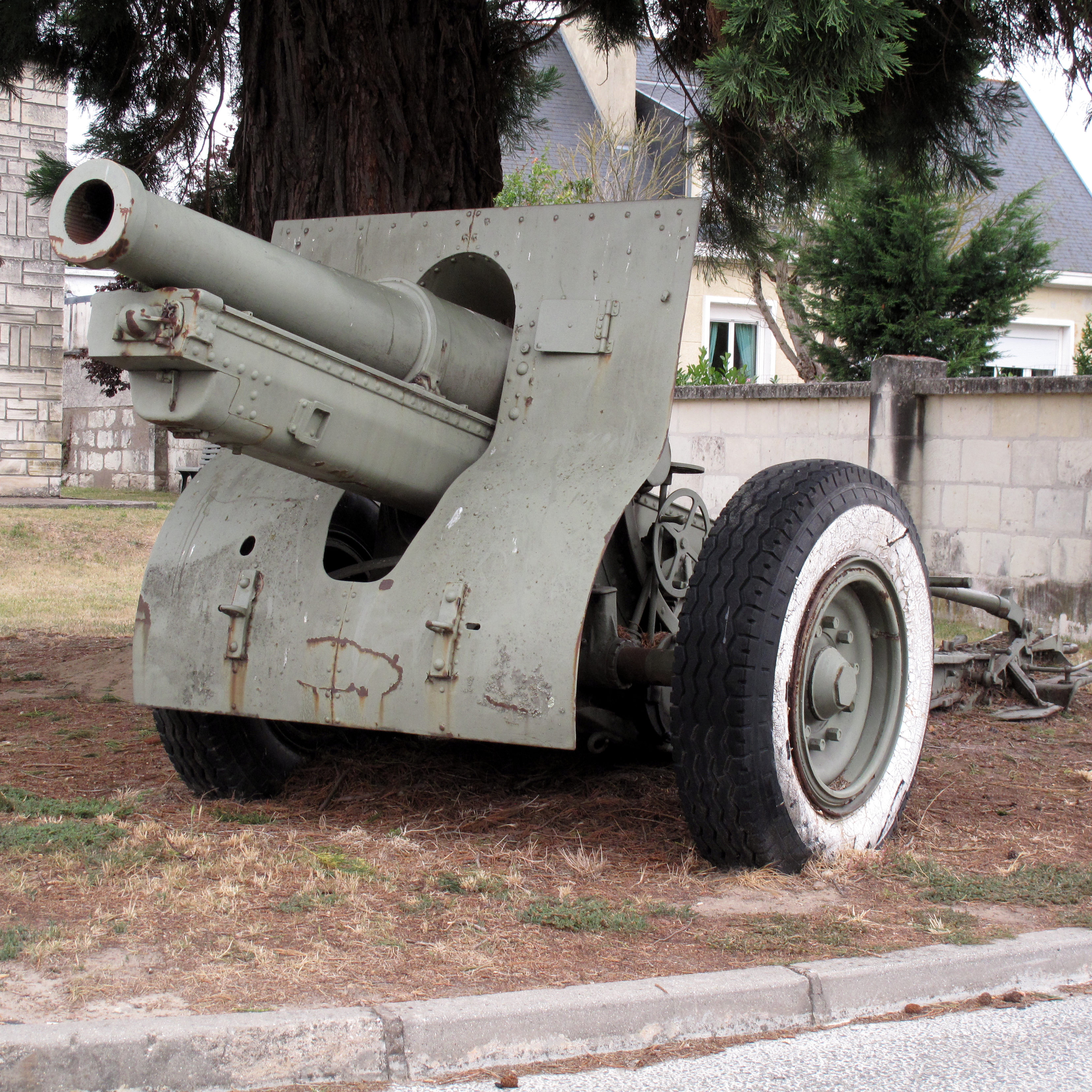
Canon de 155 C modèle 1917 Schneider modernisé avec des roues tout-terrain, exposé au musée des Blindés de Saumur.

Initialement conçu par une initiative privée de Schneider, qui espérait obtenir un contrat de l'armée impériale russe, le canon de 155 mm court modèle 1915 est rapidement adopté  par l'armée de terre française lors de sa présentation, en septembre 1915, lorsque le conflit s'enlise. Il entre en service en avril 1916 et 46 sont en parc en août 1916.
Moderne et performant, le 155 C devient le principal canon lourd français de la première guerre mondiale. Le premier modèle 1915 utilisait des douilles en laiton pour la charge. Le modèle 1917 ne diffère que par quelques modifications de la culasse et sa capacité à tirer désormais avec charge propulsive en gargousse plutôt qu'en douille (plus économique et facile à transporter).
Relativement léger pour sa catégorie avec une masse en position de tir de 3 230 à 3 300 kg en batterie, il tire avec son canon de 15 calibres jusqu’à une distance de 11 200 m un obus de 43,55 kg. Il existe cinq types de projectiles : explosif, à mitraille, à balles, fumigène ou gaz de combat, éclairant. Son pointage en hauteur est de 0 à 42 degrés et il dispose d'un champ de 6 degrés pour un pointage en direction.
Il montra d'excellentes qualités de tir plongeant et de plein fouet. Sa portée supérieure à 10 km lui permet de contrebattre les batteries ennemies à une distance respectable, en plus de son rôle dévolu de canon de destruction de retranchements.
Le 155 C est adopté par le corps expéditionnaire américain sous l'appellation M1917A1. Il est en service en France en novembre 1918 à plus de 1 500 exemplaires et équipe encore à plusieurs centaines d'exemplaires l'armée française en 1940.
Les exemplaires capturés par l'Allemagne seront désignés 15,5 cm sFH 414 (f) pour les canons français et 15,5 cm sFH 414 (b) pour ceux pris sur l'armée belge.
Un de ses tracteurs d'artillerie durant la bataille de France en 1940 est le Somua MCG mais il existe encore de nombreuses pièces à traction hippomobile.
Chaque pièce hippomobile attelant un canon a généralement à sa tête un maréchal des logis et compte une vingtaine d'hommes : deux brigadiers et maîtres-pointeurs, huit servants, sept conducteurs montés, un ou deux conducteurs non montés, dix-sept chevaux  et deux voitures : un à huit chevaux pour le canon et un à six chevaux pour le caisson. Ce dernier peut transporter 28 obus, trois caisses à gargousses (charges de poudre), trois servants avec leur équipement et divers accessoires ou en service de ravitaillement 36 obus et trois caisses à gargousse.

### Sources et bibliographie
- Ministère de la guerre, Règlement provisoire de manœuvre de l'artillerie lourde : dispositions spéciales aux batteries armées de canons de 155 court, modèles 1915 S et 1917 S, Paris, Impr. nationale, 1922, 141 p., lire en ligne sur Gallica.